# Karine Lazard
 (mai 2025).
Si vous disposez d'ouvrages ou d'articles de référence ou si vous connaissez des sites web de qualité traitant du thème abordé ici, merci de compléter l'article en donnant les références utiles à sa vérifiabilité et en les liant à la section « Notes et références ».
Karine Lazard, née le 14 décembre 1970 à Nice, (Alpes-Maritimes), est une actrice française.
Karine Lazard est comédienne, au théâtre principalement, mais elle a aussi interprété de nombreux personnages de fiction à la télévision et quelques rôles au cinéma.
Elle est auteure, réalisatrice, et metteuse en scène.
Elle donne des cours de théâtre et intervient en entreprise.

## Théâtre
- 1992 : L'école des femmes de Molière, rôle : Agnès, mise en scène Jeanine Bozzo Nice
- 1993 : L'aiglon de Edmond Rostand, rôle : Thérèse de Lorget, mise en scène Jean Danet - Les Trétaux de France, Paris et Tournées
- 1994 : Le songe d'une nuit d'été de Shakespeare : Hermia. mise en scène Marc Renaudin Tournée
- 1996 : Le procès de Shamgorod d'Elie Wiesel : Hanna. mise en scène Frédéric Lachkar  Théâtre du Tambour Royal - Tournée
- 1997 :  La double inconstance  de Marivaux Sylvia mise en scène Anne Bourgeois  La troupe du phénix Tournées France et étranger - Théâtre Fontaine - Théâtre de la Main d'Or
- 1998 : Peines d'amour perdues  de Shakespeare : rôle de Maria, mise en scène Simon Abkarian Théâtre de l'Epée de Bois - La Cartoucherie  de Vincennes
- 2000 : Un sujet de roman de Sacha Guitry : Hélène. mise en scène Jean Bouchaud et Geneviève Thénier Théâtre du Palais Royal
- 1999 : L'idiot de Dostoïevski :  Aglaïa Ivanovna. mise en scène Jacques Mauclair et Gérard Caillaud Théâtre de la Madeleine et Théâtre 14
- 1998 : Le petit monde de Georges Brassens de Laurent Madiot :  rôle de Pénélope, mise en scène  Anne Bourgeois Troupe du Phénix Tournée France/Etranger - Théâtre de la Main d'Or – Café de la Danse
- 2001 : Chroniques des temps radieux : Tant d'espaces entre nos baisers rôle de Valérie, mise en scène Joël Dragutin Théâtre National 95
- 2002 : Le visiteur de Eric-Emmanuel Schmitt, rôle : Anna Freud Romain Angelletti Théâtre de la Colonne (Miramas), Parvis des Arts (Marseille), Festival d'Avignon
- 2004 : Peau d'âne Texte original de C. Perrault Princesse et Reine - Florence Tosi T.N.O
- 2006 : Regarde-moi de Catherine Diament et Sandrine Martin : rôle principal Violette
- 2009 : Venise sous la neige de Gilles Dyrek rôle principal : la « chouvaine » mise en scène de Gérard Maro Le café de la Gare, Palais des Glaces, Tournées
- 2016 : Barbe bleue, comédie musicale, auteur, metteur en scène, actrice, rôle de la mère
- 2021 : Le petit théâtre des contes, spectacle pour enfants, auteur, metteur en scène, actrice, Comédie Saint-Michel

## Filmographie

### Télévision
- 1995-96 : La philo selon Philippe
- 1995 : Sous le soleil - Saison 1  Eric Summer
- 1996 : C'est cool de Olivier Guignard
- 1997 : Le grand batre  Avec Marie-Christine Barrault et Samuel Labarthe
- 1998 : Une femme d'honneur - « Une Ombre au tableau » de Philippe Monnier avec Alain Doutey
- 1999 : Erreur médicale de Laurent Carcéles
- 2000 : Blague à part - Episode « Coco » Canal Plus
- 2001 : Femmes de loi « Crime passionnel »
- 2002 : Nestor Burma « La Marieuse était trop Belle » Laurent Carcéles
- 2002 : Corps et âmes de Laurent Carcéles  avec Hélène de Fougerolles
- 2004 : Le grand patron « Eaux troubles » Dominique Ladoge
- 2005 : Le proc 4 « Danger public » Claudio Tonetti
- 2006 : Diane femme flic « Mauvaise Pente » Marc Angelo
- 2006 : Paris brigarde criminelle par Gilles Béhat avec Vincent Perez
- 2006 : Mariage surprise par Arnaud Selignac avec Axelle Laffont et Serge Hazanavicius
- 2007 : Le tuteur par José Pinheiro
- 2007 : Le silence de l'épervier de Dominique Ladoge  avec Line Renaud , Michel Duchaussoy, Michael Lonsdale et Florence Thomassin
- 2009 : R.I.S - Police scientifique de Alexandre Laurent
- 2010 : Welcome de Philippe Percebois
- 2010 : Interpol de Jérôme Navarro
- 2013 : Détectives de Lorenzo Gabriele
- 2013 : Nos moments de partage de Olivier Philippe   Kitchen factory production
- 2014 : Beau travail Réalisateur : Olivier Philippe Elephant at work
- 2014 : Jardins extraordinaires de Olivier Philippe     Monsieur Jean production

### Cinéma
- 1994 : Le diable boiteux de Paillard
- 1995 : Cornet Vanille de JC Mas
- 2000 : Mademoiselle[1] de Philippe Lioret , avec Sandrine Bonnaire et Jacques Gamblin
- 2004 : Équinoxe de Laurent Carcéles , avec Jean-François Balmer
- 2005 : Hier encore de Rima Samman , avec Simon Abkarian
- 2006 : Ton corps d'appartient de Severine Deluc
- 2006 : Une lettre au père Noël de Radu Mihaileanu , Clip de Patrick Bruel
- 2008 : Une chanson dans la tête -  de Hany Tamba , Avec Patrick Chesnais
- 2009 : Vivre de Yvon Marciano
- 2009 : Tricheuse de Jean-François Davy avec Hélène de Fougerolles